# Arrondissement Bar-sur-Seine
Bar-sur-Seine is een voormalig arrondissement in het departement Aube, nu in de Franse regio Grand Est. Het arrondissement werd op 17 februari 1800 gevormd en op 10 september 1926 opgeheven. Bij de oprichting telde het arrondissement elf kantons, dit werd al in 1801 teruggebracht tot vijf. Deze kantons werden bij de opheffing toegevoegd aan het arrondissement Troyes.

## Kantons
Het arrondissement was samengesteld uit de volgende kantons:
- kanton Bar-sur-Seine
- kanton Chaource
- kanton Essoyes
- kanton Mussy-sur-Seine
- kanton Les Riceys